# Aeroport Internacional de Kigali
L'Aeroport Internacional de Kigali (codi IATA: KGI, codi OACI: HRYR), anteriorment conegut com a Aeroport Internacional de Gregoire Kayibanda, però de vegades es coneix com a Aeroport internacional de Kanombe, és l'aeroport principal al servei de Kigali, la capital de Ruanda. És la principal entrada aèria de totes les destinacions del país, a més serveix com a aeroport de trànsit per a Goma i Bukavu a l'est de la República Democràtica del Congo.

## Ubicació
L'aeroport està situat al barri de Kanombe, a l'extrem oriental de Kigali, aproximadament 5 km, per carretera, a l'est del districte central de negocis de la ciutat de Kigali.

## Història
Durant la Guerra Civil Ruandesa, l'aeroport de Kigali va ser un punt estratègic important. Atès que Ruanda està bloquejada per terra, això representava l'única via fàcil dins i fora del país. L'aeroport tenia dues pistes d'aterratge, però després dels Acords d'Arusha, es va tancar una pista d'aterratge després d'una sol·licitud del FPR. Més tard, a l'abril de 1994, l'avió de president de Ruanda va ser derrocat en l'assassinat de Juvénal Habyarimana i Cyprien Ntaryamira. Es disputa qui va derrocar l'avió, si el Front Patriòtic Ruandès (RPF) o les FAR (Forces de Defensa Ruandeses). Aquest esdeveniment va provocar una renovació de la guerra civil i l'inici del genocidi ruandès.

## Trànsit de passatgers
El 2004, l'aeroport va atendre 135.189 passatgers. El 2008, l'aeroport tenia uns 270.000 passatgers. El maig de 2011, el CAA de Rwanda va anunciar que l'aeroport de Kigali s'actualitzarà per satisfer la forta demanda. Les obres van començar a l'octubre de 2012 i es completaran al maig 2014. En 2012 les dades de l'Autoritat d'Aviació Civil de Ruanda mostren que el trànsit de passatgers a través de l'aeroport internacional de Kigali va créixer un 30 per cent fins a 488.903 el 2014, de 377.327 el 2011. L'aeroport ha gestionat més de 300 vols setmanals. L'aeroport està dissenyat per gestionar 400.000 passatgers l'any. Segons les últimes xifres, els números de passatgers internacionals i nacionals eren gairebé 600.000 el 2013, mentre que les freqüències de vol eren al voltant de 400 setmanals. El nombre de passatgers internacional i nacional va ser de 710.000 el 2016.

## Instal·lacions
Hi ha tres terminals a Kigali. El terminal principal de dues plantes es va construir per reemplaçar l'edifici d'una planta, que ara allotja la terminal VIP. El terminal principal pot manipular 6 avions petits o mitjans, però també fins a un avió Boeing 747.
El costat sud de la pista compta amb dos heliports amb accés a la pista principal. Aquests s'utilitzen per a helicòpters militars. També hi ha un terminal de càrrega a l'aeroport. Les últimes actualitzacions dels sistemes d'asfalt i suport es van fer el 2002. Hi ha Wi-Fi a la zona d'espera de l'aeroport. El 2014 l'aeroport de Kigali va ser el 7è millor aeroport regional d'Àfrica per la seva capacitat de respondre al desastre, a través del seu departament de bombers (Categoria Nou), el segon millor segons els estàndards de l'Organització Internacional d'Aviació. Des de 2010, l'aeroport està gestionat per Changi Airport Group.
Rwandair té la seu a la planta superior de l'edifici principal de l'aeroport. L'aerolínia anteriorment tenia la seva seu a Centenary House a Kigali. La companyia aèria va començar a mudar les seves operacions des de Centenary House fins a l'aeroport el divendres 14 de maig de 2010. La companyia aèria estava programada per ser traslladada el dilluns 17 de maig de 2010.
A més, Akagera Aviation i l'Office Rwandais de l'Aviation Civile tenen les seves oficines a l'aeroport.

## Aerolínies i destinacions
Hi ha 3 aerolínies amb seu a Kigali: Akagera Aviation, una empresa d'helicòpters ruandesa; Tempus Jet, una aerolínia estatunidenca que ofereix vols xàrter; i Nexus Aero, un aerolínia VIP saudita.

### Passatgers
| Aerolínies         | Destinacions |
| ------------------ | --- |
| Brussels Airlines  | Brussel·les1 |
| Coastal Aviation   | xarter: Arusha |
| Ethiopian Airlines | Addis Ababa, Bujumbura |
| Kenya Airways      | Bujumbura, Nairobi–Jomo Kenyatta |
| KLM                | Amsterdam2 |
| Qatar Airways      | Doha3 |
| RwandAir           | Abidjan, Abuja, Accra, Brazzaville, Brussel·les, Bujumbura, Cape Town4, Cotonou, Cyangugu, Dar es Salaam, Douala, Dubai–International, Entebbe, Harare, Johannesburg–O.R. Tambo, Juba, Kilimanjaro, Lagos, Libreville, London–Gatwick, Lusaka, Mombasa, Mumbai, Nairobi–Jomo Kenyatta, |
| Turkish Airlines   | Istanbul–Atatürk5 |

Notes
1: Alguns dels vols de Brussels Airlines arriben a Kigali sense parar, mentre que altres s'aturen a Bujumbura, i alguns vols de sortida no s'aturen, mentre que altres s'aturen a Entebbe. The airline does not have traffic rights to transport passengers solely between Kigali and Entebbe or Bujumbura. 

2: Alguns dels vols d'entrada de KLM d'Amsterdam a Kigali fan una parada a Kilimanjaro, i alguns vols de Kigali a Amsterdam s'aturen a Entebbe. Tanmateix, l'aerolínia no té drets de trànsit per transportar passatgers únicament entre Kigali i Kilimanjaro o Entebbe.

3: Els vols de Qatar Airways de Doha a Kigali fan una parada a Entebbe. Tanmateix, l'aerolínia no té drets de trànsit per transportar passatgers únicament entre Entebbe i Kigali.

4: Aquest vol funciona a través d'Harare. Rwandair té drets de trànsit per transportar passatgers entre Harare i Ciutat del Cap.

5: Els vols de Turkish Airlines de Kigali a Istanbul frenen a Entebbe. Tanmateix, l'aerolínia no té drets de trànsit per transportar passatgers únicament entre Kigali i Entebbe.

### Càrrega
| Aerolínies                  | Destinacions                         |
| --------------------------- | ------------------------------------ |
| Astral Aviation             | Nairobi–Jomo Kenyatta                |
| Ethiopian Airlines Cargo    | Addis Ababa, Brazzaville, Bujumbura  |
| Kenya Airways Cargo         | Nairobi–Jomo Kenyatta                |
| Air Atlanta Icelandic Cargo | Belgium Liege, Nairobi–Jomo Kenyatta |

## Incidents
- 6 d'abril de 1994 - Un Falcon 50 que transportava al president de Ruanda, Juvénal Habyarimana, va ser derrocat mentre s'aproximava a l'aeroport, matant a les dotze persones a bord incloent a Habyarimana i al llavors president de Burundi, Cyprien Ntaryamira, quw tornaven després de mantenir un diàleg per posar fi a la guerra civil de Ruanda. Irònicament van acabar davant del palau presidencial. L'atac va ser perpetrat pels rebels rutsi, i va tenir com a conseqüència el Genocidi de Ruanda.
- 1 de juny de 2004 - Un Antonov 32 propietat de Sun Air (9XR-SN), va sofrir alguns problemes amb el tren esquerre després d'enlairar-se a Beni (República Democràtica del Congo). L'aeronau tenia com a destí Goma, Congo, però va ser desviat a Kigali per efectuar un aterratge d'emergència. L'avió es va estavellar a l'aterratge, i va provocar que els pilots russos i els passatgers congolesos patissin ferides greus. L'An-32 involucrat en l'accident havia estat detingut a Goma a mitjans de juliol de 2003 perquè transportava un enviament d'armament destinat a una milícia amb el suport de Ruanda a la regió congoelsa de Kasai.
- 12 de novembre de 2009, vol 205 de RwandAir, un Bombardier CRJ-100 es va estavellar en una terminal VIP poc després d'un aterratge d'emergència; dels 10 passatgers i 5 tripulants, un passatger va morir.